# Rifargia brioca
Rifargia brioca är en fjärilsart som beskrevs av William Schaus 1928. Rifargia brioca ingår i släktet Rifargia och familjen tandspinnare. Inga underarter finns listade.